# Splash (Duinrell)
Splash is een shoot-the-chute in het Nederlandse attractiepark Duinrell.
In de in 1992 geopende attractie kunnen bezoekers kiezen voor een open of overdekte boot. Splash is de tweede moderne Shoot-the-Chute in Europa en de eerste in Benelux. In Frankrijk was in 1989 de Grand Splatch in Parc Astérix de eerste moderne Shoot-the-Chute in Europa.
In deze boot is plaats voor maximaal 20 bezoekers, waarna de boot wordt opgetakeld naar een hoogte van vijftien meter, waarna de afdaling plaatsvindt. Tijdens de afdaling wordt een snelheid van circa 55 km/u gehaald.
Toeschouwers van de attractie kunnen onderaan de 'glijbaan' achter een scherm staan.